# Phytodietus fumiferanae
Phytodietus fumiferanae là một loài tò vò trong họ Ichneumonidae.